# Saint-Jean-de-Bœuf
Saint-Jean-de-Bœuf ist eine französische Gemeinde mit 103 Einwohnern (Stand: 1. Januar 2022) im Département Côte-d’Or in der Region Bourgogne-Franche-Comté. Sie gehört zum Arrondissement Dijon und zum Kanton Talant.

## Geographie
Saint-Jean-de-Bœuf liegt etwa 23 Kilometer westsüdwestlich von Dijon. Die Gemeinde wird umgeben von Saint-Victor-sur-Ouche im Norden und Nordwesten, Gergueil im Nordosten, Ternant im Osten, Détain-et-Bruant im Südosten, Antheuil im Süden sowie La Bussière-sur-Ouche im Westen. 

## Geschichte
Die Wehrmacht ließ hier 1942 ein Würzburg-Radar (Typ Wassermann) im sogenannten Dackel-Lager installieren, das 1944 zerstört wurde. 

### Bevölkerungsentwicklung
| Jahr                       | 1962 | 1968 | 1975 | 1982 | 1990 | 1999 | 2006 | 2013 | 2019 |
| Einwohner                  | 110  | 66   | 51   | 59   | 56   | 65   | 101  | 124  | 109  |
| Quellen: Cassini und INSEE |      |      |      |      |      |      |      |      |      |

## Sehenswürdigkeiten

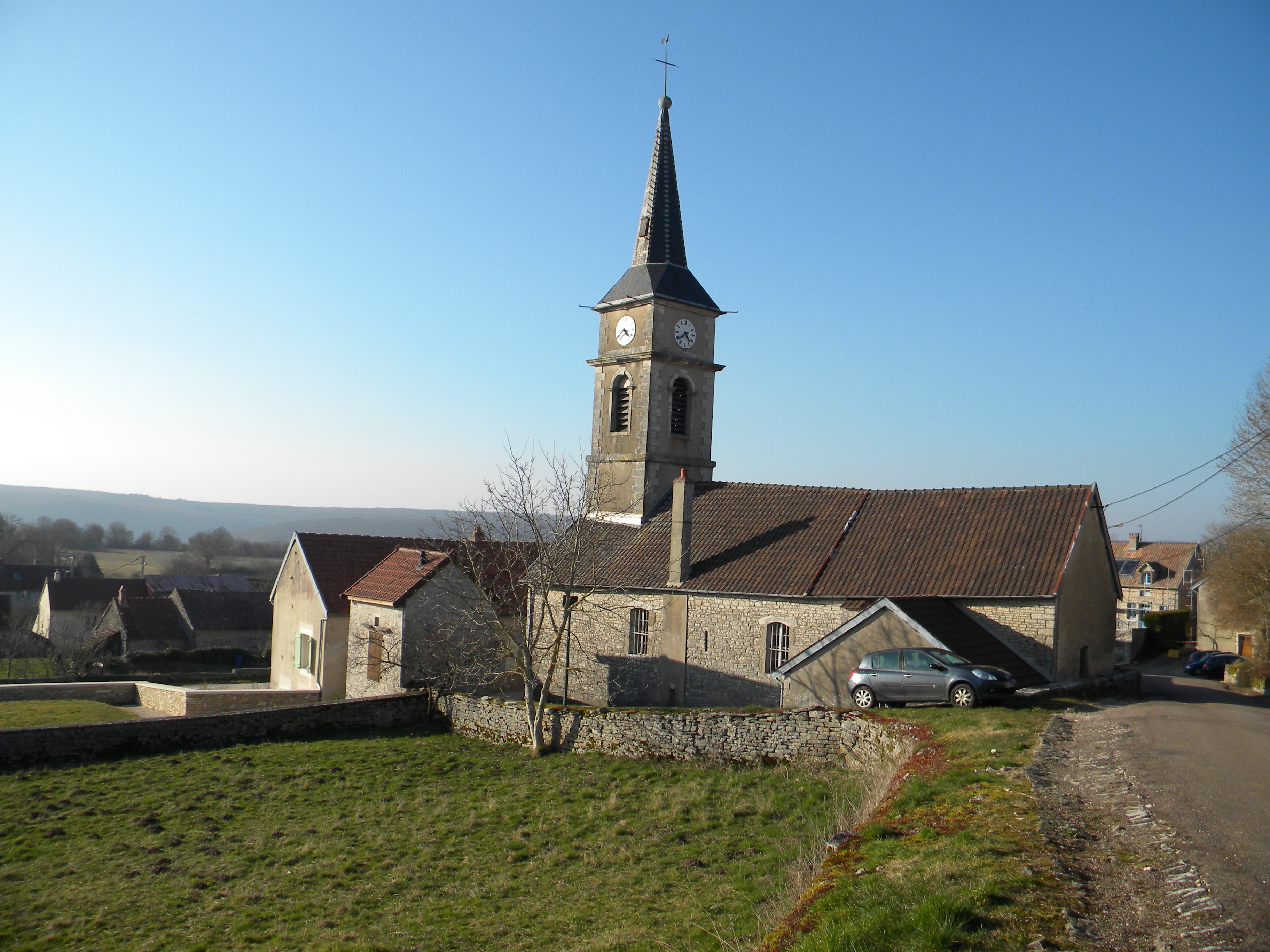
Kirche Saint-Jean-Baptiste

- Kirche Saint-Jean-Baptiste